# فگالو
فگالو (به انگلیسی: Faga'alu) یک منطقهٔ مسکونی در ایالات متحده آمریکا است که در ساموآی آمریکا واقع شده‌است. فگالو ۱٫۰۷ کیلومتر مربع مساحت و ۱٬۱۲۲ نفر جمعیت دارد.